# Fresnosa
Fresnosa es un pueblo de Piloña (Principado de Asturias) perteneciente a la parroquia de Anayo cuenta con pocos habitantes a tan solo 17 km de Villaviciosa, a 7 km de Torazo, a 15 km de Infiestu y a 26 km de Arriondas. Ubicado cerca de la sierra del Sueve, famosa por sus caballos asturcones. Antes, el pueblo tenía una casa rural, llamada Casa Fresnosa.
Famosa por su manantial cuyas aguas medicinales son excelentes para la piel.
- Datos: Q8962851